# NGC 1724
NGC 1724 is een open sterrenhoop in het sterrenbeeld Voerman. Het hemelobject werd op 4 april 1864 ontdekt door de Duitse astronoom Georg Friedrich Wilhelm Rümker.

## Synoniemen
- OCL 405